# Alguazas
Alguazas é um município da Espanha na província e comunidade autónoma de Múrcia. Tem 23,74 km² de área e em 2021 tinha 9 842 habitantes (densidade: 414,6 hab./km²).

## Demografia
| Variação demográfica do município entre 1991 e 2004 | Variação demográfica do município entre 1991 e 2004 | Variação demográfica do município entre 1991 e 2004 | Variação demográfica do município entre 1991 e 2004 |
| --------------------------------------------------- | --------------------------------------------------- | --------------------------------------------------- | --------------------------------------------------- |
| 1991                                                | 1996                                                | 2001                                                | 2004                                                |
| 6931                                                | 6973                                                | 7068                                                | 7561                                                |